# Coccidae
I Coccidi sensu stricto (Coccidae Fallén, 1814, sinonimo Lecaniidae) sono una famiglia cosmopolita di insetti dell'ordine dei Rincoti Omotteri, superfamiglia Coccoidea. Per il numero di specie che comprende e per l'importanza economica di molte di esse, la famiglia è una delle più importanti, nell'insieme delle cocciniglie.
Il nome comune coccidi può generare confusione: a rigore dovrebbe fare riferimento alla famiglia dei Coccidae, tuttavia alcuni Autori italiani usano talvolta il nome estendendolo all'ambito della superfamiglia Coccoidea (Cocciniglie, Coccoidei o Coccidi sensu lato).

## Descrizione
La famiglia è caratterizzata da una spiccata eterogeneità morfologica e una descrizione generale non può fare a meno di considerare l'esistenza di molteplici differenze, talvolta anche profonde, fra specie e specie.
La forma delle femmine, sempre neoteniche, si può ricondurre a due tipi fondamentali:
- Specie con il corpo più o meno appiattito, di forma variabile da rotonda ad ovale ad oblunga, con tegumento dorsale delicato e di consistenza membranosa, più o meno trasparente, a volte ricoperto da secrezioni cerose più o meno abbondanti, fino a produrre anche un ovisacco analogo a quello degli Ortheziidae e dei Margarodidae. Queste specie sono spesso associate a piante erbacee.
- Specie con il corpo più o meno convesso, fino ad una forma subsferica, con tegumento dorsale robusto ed opaco per il deposito di cera. La superficie può presentare caratteristici ornamenti, utili per la determinazione del genere o della specie anche ad un esame microscopico. Queste specie sono in genere associate a piante legnose.

Le dimensioni sono relativamente grandi, rispetto alla generalità delle cocciniglie, le antenne sono brevi ma pluriarticolate, le zampe sviluppate. Nel margine laterale del corpo sono distribuite setole isolate o riunite a gruppi di tre. Il carattere morfologico più evidente è la conformazione della parte posteriore, in corrispondenza dell'ano: il margine del corpo forma una netta fessura in fondo alla quale è presente l'apertura anale; è presente l'anello anale fornito di setole e di pori ciripari, al termine di un tubo estroflettibile.
I maschi sono alati e i loro stadi giovanili si sviluppano in follicoli di forma allungata.

## Biologia

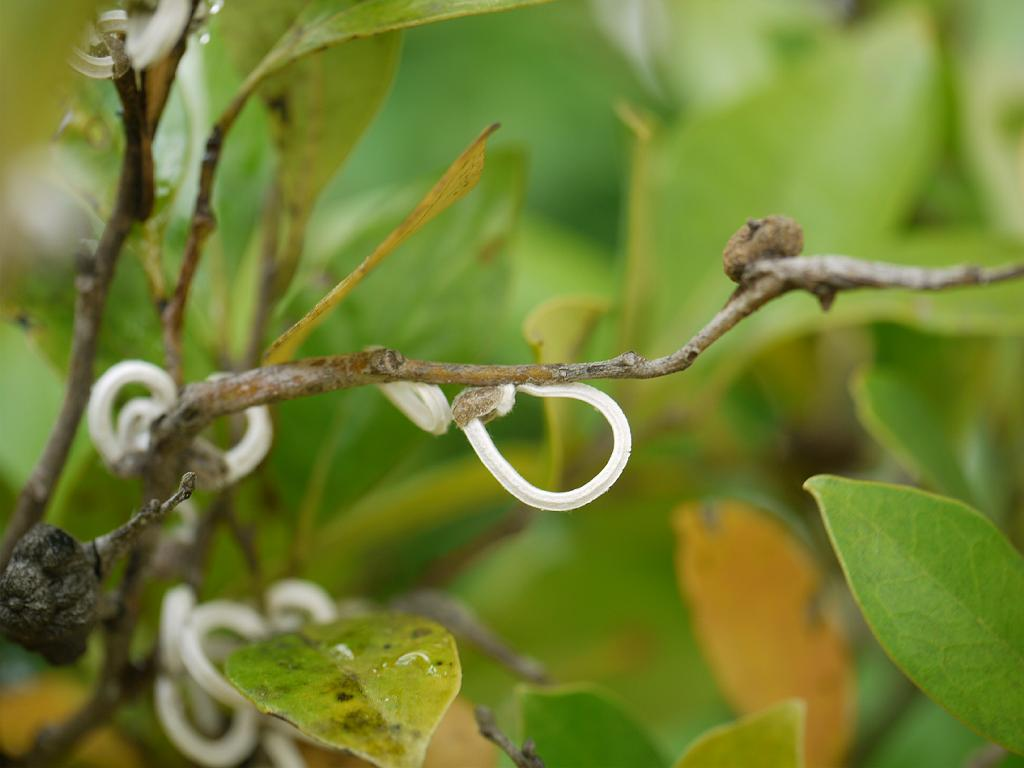
Ovisacchi di Takahashia japonica

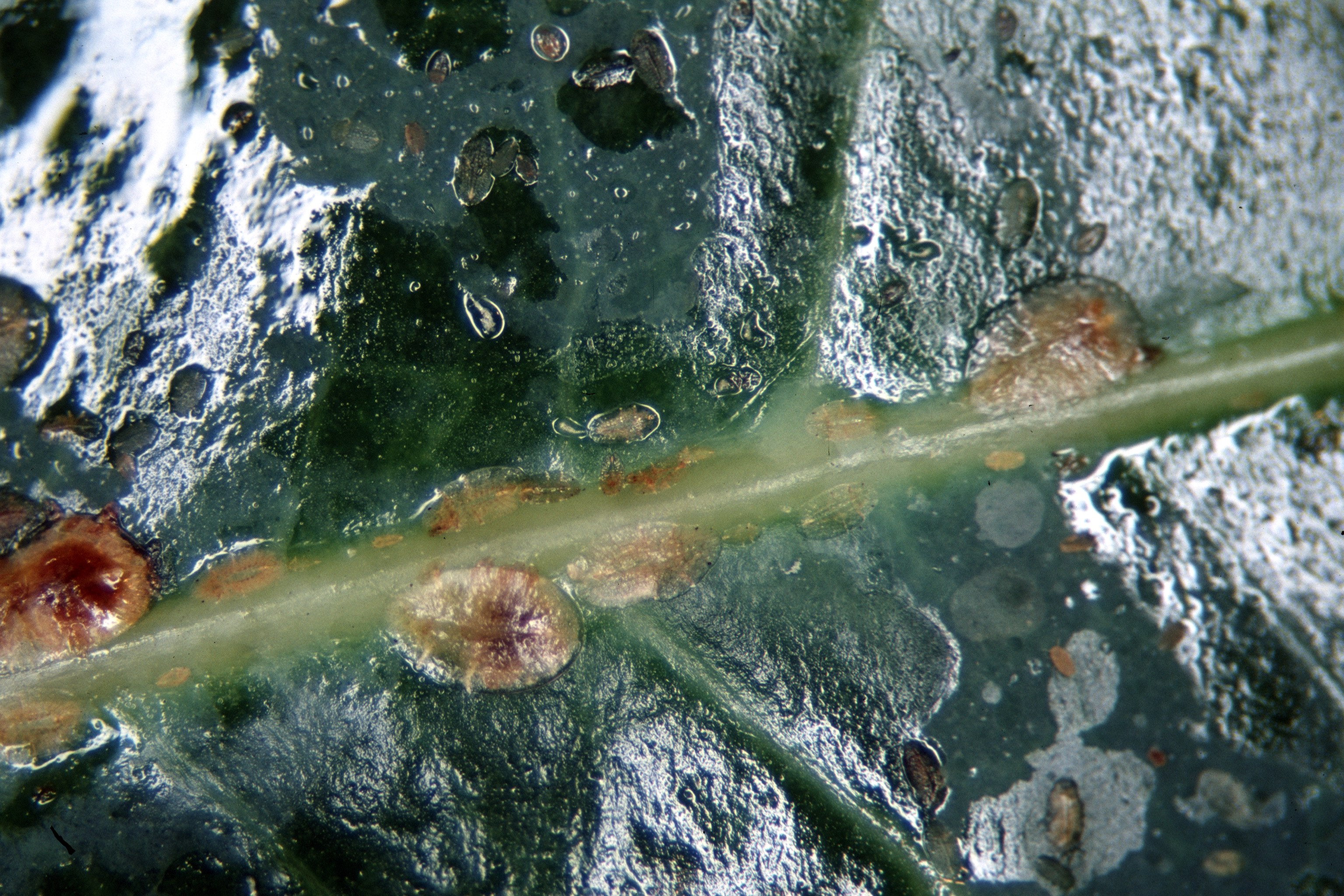
Coccus hesperidum

I Coccidi sono insetti ovipari, con femmine che depongono in un ovisacco oppure sotto il loro corpo; il numero di uova può essere elevato: ad esempio, Saissetia oleae deponge circa un migliaio di uova, le femmine dei Ceroplastes anche fino a 2000 uova. Frequente è la riproduzione partenogenetica. Lo sviluppo postembrionale si svolge in tre stadi di neanide nelle femmine e in quattro nel maschio (due di neanide e due ninfali).
Nelle regioni temperate e all'aperto, il ciclo biologico si svolge con una o, meno frequentemente, due generazioni l'anno, mentre in ambiente protetto o nelle regioni tropicali si possono avere fino a sei generazioni l'anno. Le fasi svernanti sono sia la neanide sia l'adulto nel sesso femminile, mentre i maschi svernano solo allo stadio di neanide.

## Sistematica
La famiglia è una delle più ricche dei Coccoidea, comprendendo circa 1150 specie ripartite fra 165 generi:
- Acantholecanium
- Acanthopulvinaria
- Akermes
- Alecanium
- Alecanochiton
- Alecanopsis
- Alichtensia
- Allopulvinaria
- Anopulvinaria
- Antandroya
- Anthococcus
- Aphenochiton
- Austrolecanium
- Austrolecanium
- Avricus
- Aztecalecanium
- Bodenheimera
- Cajalecanium
- Cardiococcus
- Ceronema
- Ceroplastes
- Ceroplastodes
- Chlamydolecanium
- Cissococcus
- Coccus
- Conofilippia
- Couturierina
- Cribrolecanium
- Cribropulvinaria
- Cryptes
- Cryptinglisia
- Cryptostigma
- Crystallotesta
- Ctenochiton
- Cyclolecanium
- Cyphococcus
- Dermolecanium
- Dicyphococcus
- Didesmococcus
- Differococcus
- Drepanococcus
- Edwallia
- Epelidochiton
- Ericeroides
- Ericerus
- Eriopeltis
- Etiennea
- Eucalymnatus
- Eulecanium
- Eumashona
- Eutaxia
- Exaeretopus
- Filippia
- Fistulococcus
- Gascardia

- Hadzibejliaspis
- Halococcus
- Hemilecanium
- Houardia
- Idiosaissetia
- Inglisia
- Kalasiris
- Kenima
- Kilifia
- Kozaricoccus
- Lagosinia
- Lecaniococcus
- Lecanochiton
- Lecanopsis
- Leptopulvinaria
- Lichtensia
- Loemica
- Luzulaspis
- Maacoccus
- Magnococcus
- Mallococcus
- Mametia
- Marsipococcus
- Megalecanium
- Megalocryptes
- Megapulvinaria
- Megasaissetia
- Melanesicoccus
- Membranaria
- Mesembryna
- Mesolecanium
- Messinea
- Metaceronema
- Metapulvinaria
- Millericoccus
- Milviscutulus
- Mitrococcus
- Myzolecanium
- Nemolecanium
- Neolecanium
- Neolecanochiton
- Neoplatylecanium
- Neopulvinaria
- Neosaissetia
- Octolecanium
- Palaeolecanium
- Paracardiococcus
- Paractenochiton
- Parafairmairia
- Paralecanium
- Parapulvinaria
- Parasaissetia
- Parthenolecanium
- Peculiaricoccus
- Pendularia

- Perilecanium
- Pharangococcus
- Philephedra
- Phyllostroma
- Physokermes
- Platinglisia
- Platylecanium
- Platysaissetia
- Plumichiton
- Poaspis
- Podoparalecanium
- Poropeza
- Pounamococcus
- Prionococcus
- Prococcus
- Protopulvinaria
- Pseudalichtensia
- Pseudocribrolecanium
- Pseudokermes
- Pseudophilippia
- Pseudopulvinaria
- Psilococcus
- Pulvinaria
- Pulvinariella
- Pulvinarisca
- Pulvinella
- Rhizopulvinaria
- Rhodococcus
- Richardiella
- Saccharolecanium
- Saissetia
- Schizochlamidia
- Scythia
- Sphaerolecanium
- Stenolecanium
- Stictolecanium
- Stotzia
- Suareziella
- Symonicoccus
- Taiwansaissetia
- Takahashia
- Takahashilecanium
- Tectopulvinaria
- Tillancoccus
- Torarchus
- Toumeyella
- Trijuba
- Udinia
- Umbonichiton
- Umwinsia
- Vinsonia
- Vittacoccus
- Waricoccus
- Waxiella
- Xenolecanium

Generi di particolare importanza, per numero di specie, diffusione e importanza economica, sono Coccus, Ceroplastes, Saissetia, Pulvinaria, Eulecanium.

## Distribuzione e importanza economica

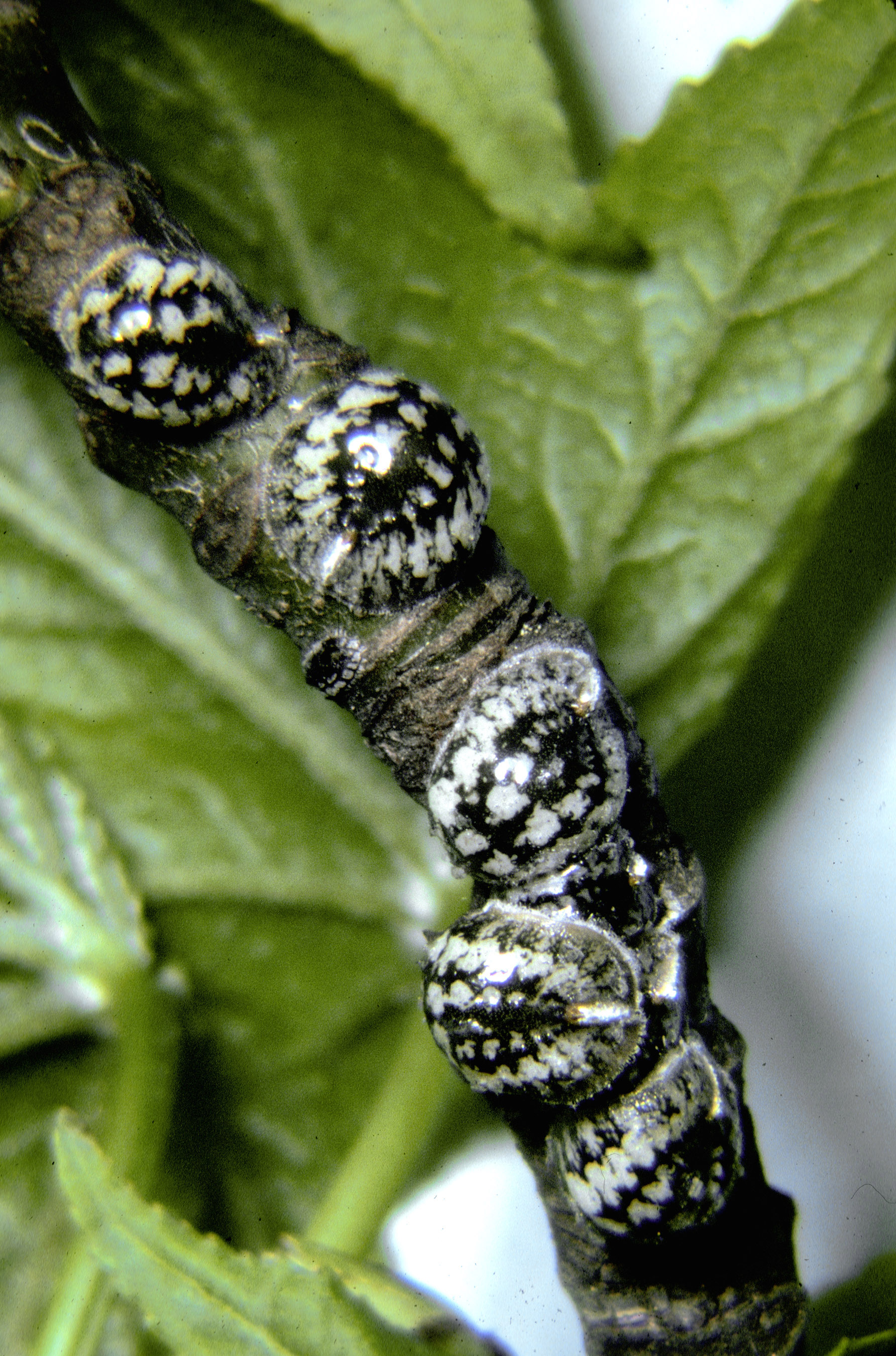
Eulecanium cerasorum

La famiglia è rappresentata in tutte le regioni zoogeografiche della Terra, con una maggiore frequenza di specie nelle regioni paleartica e neotropicale. Elevato è il numero di endemismi.
In Italia sono rappresentati 29 generi con 50 specie, di cui alcune di origine tropicale.
Fra le specie più comuni e più importanti dal punto di vista agrario si ricordano le seguenti:
- Coccus hesperidum (cocciniglia bassa degli agrumi), polifaga ma frequente sugli agrumi
- Saissetia oleae (cocciniglia mezzo grano di pepe), una delle principali avversità dell'olivo ma presente anche sugli agrumi e sull'oleandro
- Parthenolecanium corni (lecanio del corniolo), polifaga ma frequente su vite e susino
- Pulvinaria vitis (pulvinaria della vite), polifaga ma frequente sulla vite e sul nocciolo
- Ceroplastes sinensis (cocciniglia elmetto degli agrumi), polifaga ma frequente sugli agrumi
- Ceroplastes rusci (cocciniglia del fico), polifaga ma frequente sul fico.